# 無畏級核潛艇
无畏级核潜艇是英國皇家海軍一個弹道导弹核潜艇艦級，是未来前衛级弹道导弹型核潜艇的替代品。曾被临时命名为“继承者”（作为先锋级SSBN的继承者）的核潜艇，于2016年正式宣布第一级将被命名为“无畏号”，而该舰便为“无畏级”。接下来的三艘船将被称为“英勇号”，“厌战号”及“英王乔治六世号”。